# Adrienn Nagy
Adrienn Nagy (ur. 24 marca 2001 w Budapeszcie) – węgierska tenisistka, mistrzyni juniorskiego Australian Open 2019 w grze podwójnej.

## Kariera tenisowa
W 2019 roku została mistrzynią Australian Open w grze podwójnej dziewcząt (w parze z Natsumi Kawaguchi), zwyciężając w spotkaniu mistrzowskim z duetem Emma Navarro–Chloe Beck 6:4, 6:4.
W karierze zwyciężyła w jednym singlowym oraz dwunastu deblowych turniejach rangi ITF. Najwyżej w rankingu WTA była sklasyfikowana na 504. miejscu w singlu (26 czerwca 2023) oraz na 235. pozycji w deblu (7 listopada 2022).

## Finały turniejów ITF
| turnieje z pulą nagród 100 000 $ (W100)  |
| turnieje z pulą nagród 80 000 $ (W80)    |
| turnieje z pulą nagród 60 000 $ (W75)    |
| turnieje z pulą nagród 40 000 $ (W50)    |
| turnieje z pulą nagród 25/30 000 $ (W35) |
| turnieje z pulą nagród 15 000 $ (W15)    |
| turnieje z pulą nagród 10 000 $          |

### Gra pojedyncza 3 (1–2)
| Rezultat     |    | Data       | Turniej  | ($)    | Naw.   | Przeciwniczka        | Wynik       |
| Zwyciężczyni | 1. | 03/11/2019 | Cancún   | 15 000 | Twarda | Rachel Gailis        | 6:3, 6:2    |
| Finalistka   | 1. | 26/10/2024 | Villena  | 15 000 | Twarda | Joy De Zeeuw         | 6:7(7), 3:6 |
| Finalistka   | 2. | 26/01/2025 | Monastyr | 15 000 | Twarda | Eva Guerrero Álvarez | 5:7, 1:6    |

### Gra podwójna 26 (12–14)
| Rezultat     |     | Data       | Turniej        | ($)      | Naw.          | Partnerka           | Przeciwniczki                                | Wynik             |
| Zwyciężczyni | 1.  | 28/09/2019 | Kaposvár       | 25 000   | Ceglana       | Dalma Gálfi         | Anna Bondár Réka Luca Jani                   | 7:6(5), 2:6, 10–3 |
| Finalistka   | 6.  | 02/10/2021 | Budapeszt      | 25 000   | Ceglana       | Natália Szabanin    | Dorka Drahota-Szabó Caijsa Hennemann         | walkower          |
| Finalistka   | 7.  | 16/10/2021 | Antalya        | 15 000   | Ceglana       | Romana Čisovská     | Dorka Drahota-Szabó Amarissa Tóth            | 3:6, 6:2, 4–10    |
| Finalistka   | 8.  | 06/11/2021 | Haabneeme      | 25 000   | Twarda (hala) | Maja Chwalińska     | Jessica Failla Chihiro Muramatsu             | 3:6, 4:6          |
| Finalistka   | 9.  | 29/01/2022 | Kair           | 25 000   | Ceglana       | Prarthana Thombare  | Melanie Klaffner Sinja Kraus                 | 5:7, 3:6          |
| Finalistka   | 10. | 19/02/2022 | Porto          | 25 000   | Twarda (hala) | Prarthana Thombare  | Walendini Gramatikopulu Quirine Lemoine      | 2:6, 0:6          |
| Finalistka   | 11. | 15/10/2022 | Quinta do Lago | 25 000   | Twarda        | Ku Yeon-woo         | Francisca Jorge Matilde Jorge                | 4:6, 4:6          |
| Zwyciężczyni | 7.  | 05/08/2023 | Køge           | 25 000   | Ceglana       | Pia Lovrič          | Tiphanie Lemaître Anna Zirjanowa             | 6:4, 6:0          |
| Zwyciężczyni | 8.  | 04/05/2024 | Yecla          | 25 000   | Twarda        | Joëlle Steur        | Jessica Failla Anastasia Iamachkine          | 6:3, 6:4          |
| Finalistka   | 12. | 04/08/2024 | Savitaipale    | 15 000   | Ceglana       | Chiara Girelli      | Klaudija Bubelytė Anet Angelika Koskel       | 6:1, 2:6, 6–10    |
| Zwyciężczyni | 9.  | 24/08/2024 | Kraków         | 15 000   | Ceglana       | Linda Ševčíková     | Salma Drugdová Ivana Šebestová               | 7:6(2), 6:3       |
| Finalistka   | 13. | 05/10/2024 | Trnawa         | 15 000   | Twarda (hala) | Ivana Šebestová     | Rebecca Munk Mortensen Johanne Svendsen      | 5:7, 6:7(2)       |
| Zwyciężczyni | 10. | 25/10/2024 | Villena        | 15 000   | Twarda        | Joy De Zeeuw        | Rose Marie Nijkamp Isis Louise van den Broek | walkower          |
| Finalistka   | 14. | 09/11/2024 | Antalya        | 15 000   | Ceglana       | Linda Ševčíková     | Ștefania Bojică Anastasia Safta              | 6:7(3), 3:6       |
| Zwyciężczyni | 11. | 22/02/2025 | Bukareszt      | 15 000   | Twarda (hala) | Emily Seibold       | Katarína Strešnáková Marine Szostak          | 7:6(5), 6:1       |
| Zwyciężczyni | 12. | 05/04/2025 | Heraklion      | 15 000+H | Ceglana       | Katharina Hobgarski | Rosica Denczewa Franziska Sziedat            | 6:1, 6:1          |

## Finały juniorskich turniejów wielkoszlemowych

### Gra podwójna
| Końcowy wynik | Rok  | Turniej         | Nawierzchnia | Partnerka         | Przeciwniczki           | Wynik finału |
| Zwyciężczyni  | 2019 | Australian Open | Twarda       | Natsumi Kawaguchi | Emma Navarro Chloe Beck | 6:4, 6:4     |